# Saint-Symphorien (Gironda)
Saint-Symphorien é uma comuna francesa na região administrativa da Nova Aquitânia, no departamento de Gironda. Estende-se por uma área de 106,29 km². Em 2010 a comuna tinha 1 866 habitantes (densidade: 17,6 hab./km²).